# Johnny
Johnny（ジョニー、本名：浅沼 正人、1958年5月9日 - ）は、キングレコード上席執行役員。第2クリエイティブ本部長。ロックバンド「TCR横浜銀蝿RS」のギタリスト、シンガー。

## 来歴・人物
神奈川県立柏陽高等学校を卒業し、神奈川大学に入学。1979年、大学在学中の20歳の時に、TCR横浜銀蝿RSにリードギター担当の「Johnny」という芸名で参加する。1981年、自ら作詞・作曲した『ジェームス・ディーンのように』でソロデビュー。この曲は、ドラマ『茜さんのお弁当』(TBS系列)の主題歌となり、オリコン年間チャート16位となった。いわゆる「ツッパリ」スタイルの横浜銀蝿は、リートボーカルの翔のハスキーで荒々しい〝ダミ声〟が特長だったが、Johnnyは優しく〝甘い声〟で歌い、メンバーの中で唯一口髭も生やしていなかった。このため女性からの人気が高かった。その後、ソロで『$百萬BABY』などもヒットする。1983年末に横浜銀蝿が解散した後も、横山みゆきとのデュエットで『太陽のツイスト』などを発売してソロ活動を続けるが、銀蝿時代ほどのヒットにはならなかった。
1988年に、ミュージシャンとしての活動に終止符を打ち、キングレコードに制作者として入社。ディレクターとして、中山美穂、的場浩司、高橋良明、HOT LEGSらの作品作りを支える。2002年からベルウッドレコードのプロデューサーとなり、フォークソング創成期のEP版レコードのCD-BOX化などの他、Sound Horizonの後見人としてメジャーデビューを手掛ける。その後、キングレコードのJ-popセクションの制作宣伝部部長などを経て、2009年1月、キングレコード執行役員に就任。2013年7月キングレコード上席執行役員と兼務で関連会社のベルウッドレコード代表取締役社長に就任した。
キングレコード入社後は、実質的にミュージシャンとしての活動はしていない。1998年に銀蝿が再結成した際には、復活第一弾アルバム『ぶっちぎりVII』のレコーディングとCD・ライヴパンフレット用の写真撮影には参加したものの、ライブ活動は本業が多忙なために加わらなかった。以後は銀蝿の活動には参加していなかったが、2019年に「THE CRAZY RIDER 横浜銀蝿 ROLLING SPECIAL 40th」で、オリジナルメンバー4人揃って、2020年までの期間限定でメンバーとして復帰することを発表した。一方、2007年1月までインディーズバンドを支援する『YOKOHAMA FACTORY』を展開していた。

## エピソード
植村花菜の「トイレの神様」の宣伝会議で、「9分52秒ではどのメディアでも流してもらえない」「4分ぐらいに縮められないのか」といった意見が出る中、この曲は最後まで聴いて初めて伝わる曲でこの長さが必要だと主張した。
横浜銀蝿時代にはバレンタインデーに4トン車いっぱいのチョコレートが届いた。

## ディスコグラフィ

### シングル
| #                                            | 発売日                              | タイトル                            | B面                                 | 規格                                | 規格品番                            |
| キングレコード / Johnny Johnny 名義          | キングレコード / Johnny Johnny 名義 | キングレコード / Johnny Johnny 名義 | キングレコード / Johnny Johnny 名義 | キングレコード / Johnny Johnny 名義 | キングレコード / Johnny Johnny 名義 |
| -------------------------------------------- | ----------------------------------- | ----------------------------------- | ----------------------------------- | ----------------------------------- | ----------------------------------- |
| 1st                                          | 1981年11月18日                      | ジェームス・ディーンのように        | 人生をかたるには                    | EP                                  | K07S-248                            |
| 2nd                                          | 1982年6月23日                       | $百萬BABY                           | 土曜の夜はHighwayDanceで            | EP                                  | K07S-305                            |
| 3rd                                          | 1983年5月18日                       | みにくいアヒルの子                  | 恋のOne Scene                       | EP                                  | K07S-404                            |
| キングレコード / Johnny Johnny & みゆき 名義 |                                     |                                     |                                     |                                     |                                     |
| 4th                                          | 1983年12月21日                      | 太陽のツイスト                      | たそがれ                            | EP                                  | K07S-490                            |
| キングレコード / Johnny Johnny 名義          |                                     |                                     |                                     |                                     |                                     |
| 5th                                          | 1985年4月23日                       | ジュリエットの幻影                  | 魅惑のカーチェイス                  | EP                                  | K07S-10010                          |
| 6th                                          | 1985年9月21日                       | いろあせて蜃気楼                    | 鏡の中自分(おまえ)                  | EP                                  | K07S-10050                          |

### アルバム

#### オリジナルアルバム
| #                       | 発売日                  | タイトル                | 規格                    | 規格品番                |
| キングレコード / Johnny | キングレコード / Johnny | キングレコード / Johnny | キングレコード / Johnny | キングレコード / Johnny |
| ----------------------- | ----------------------- | ----------------------- | ----------------------- | ----------------------- |
| 1st                     | 1983年5月18日           | Highway Dancer          | LP                      | K28A-395                |
| 2nd                     | 1985年5月21日           | 横浜からI LOVE YOU      | LP                      | K28A-642                |

#### ベストアルバム
| #                       | 発売日                  | タイトル                                        | 規格                    | 規格品番                |
| キングレコード / Johnny | キングレコード / Johnny | キングレコード / Johnny                         | キングレコード / Johnny | キングレコード / Johnny |
| ----------------------- | ----------------------- | ----------------------------------------------- | ----------------------- | ----------------------- |
| 1st                     | 1985年12月5日           | Johnny                                          | LP                      | K20A-722                |
| キングレコード          |                         |                                                 |                         |                         |
| 2nd                     | 1997年5月21日           | Johnnyスペシャル 〜ジェームスディーンのように〜 | CD                      | KICS-617                |
| 3rd                     | 2003年3月5日            | Johnny FINAL LEGEND                             | CD                      | KICS-1013               |
| 4th                     | 2010年7月7日            | Johnny パーフェクト・ベスト                     | CD                      | KICS-1589               |

#### その他アルバム
| 発売日         | タイトル           | 規格           | 規格品番       |
| キングレコード | キングレコード     | キングレコード | キングレコード |
| -------------- | ------------------ | -------------- | -------------- |
| 1984年11月21日 | Johnny vs 横浜銀蝿 | LP             | K25A-606       |

#### 参加アルバム
- YOKOHAMA FACTORY (2001年11月25日)

### ビデオ
| 発売日     | タイトル           | 規格       | 規格品番   |
| TOHO VIDEO | TOHO VIDEO         | TOHO VIDEO | TOHO VIDEO |
| ---------- | ------------------ | ---------- | ---------- |
| 1985年     | 横浜からI LOVE YOU | VHS        | TE-1072    |
| 1985年     | 横浜からI LOVE YOU | βベータ    |            |

### タイアップ一覧
| 曲名                         | タイアップ                          | 収録作品                                 |
| ---------------------------- | ----------------------------------- | ---------------------------------------- |
| ジェームス・ディーンのように | TBS系ドラマ『茜さんのお弁当』主題歌 | シングル「ジェームス・ディーンのように」 |

## 楽曲提供
- 嶋大輔
  - 男の勲章（1982年4月28日） - 作詞／作曲／編曲：Johnny
  - 潮風さがしに（1982年6月）- 作詞：嵐ヨシユキ／作曲：Johnny／編曲：若草恵
  - 暗闇をぶっとばせ!!（1982年8月11日） ）-　作詞：嵐ヨシユキ／作曲：Johnny／編曲：横浜銀蝿
  - お前だけI Love You（1982年11月24日）- 作詞：嵐ヨシユキ／作曲：Johnny／編曲：若草恵
  - 無邪気な天使（1983年9月21日）-　作詞／作曲：Johnny／編曲：横浜銀蝿
  - 大人の勲章（2005年9月28日）- 作詞／作曲：Johnny
- 紅麗威甦
  - めちゃんこ愛してRock'n Roll（1982年1月20日）- 作詞／作曲：Johnny／編曲：Johnny、若草恵
  - HIGHWAY STAR（1982年9月21日）-　作詞：嵐ヨシユキ／作曲：Johnny／編曲：横浜銀蝿
  - YUKIKO（1982年9月21日）-　作詞：嵐ヨシユキ／作曲：Johnny／編曲：横浜銀蝿
- 杉本哲太& LONELY-RIDERS
  - On The Machine (翔と桃子のロックンロール)（1982年5月21日）-　作詞：牧野和子／作曲：Johnny／編曲：横浜銀蝿
- 麗灑
  - Saturday Night（1982年9月21日）-　作詞：嵐ヨシユキ／作曲：Johnny／編曲：後藤次利
  - あんたにOK（1982年9月21日）-　作詞：嵐ヨシユキ／作曲：Johnny／編曲：後藤次利
- 岩井小百合
  - ドキドキHeartのバースディ・パーティ（1983年3月9日）-　作詞：翔／作曲：Johnny／編曲：馬飼野康二
- 矢吹薫
  - 渚より愛をこめて（1983年11月1日）-　作詞：翔／作曲：Johnny／編曲：アキ&イサオ
- アキ&イサオ
  - 宗谷物語（1984年5月）-　作詞：翔／作曲：Johnny／編曲：若草恵
- BLACK SATAN
  - 夏のままサンセット（1985年10月）-　作詞：桃太郎／作曲：Johnny／編曲：田口オサム
  - 別れのベイサイドストリート（1985年10月）-　作詞：高橋研／作曲／編曲：Johnny
- 杉本哲太 
  - 九鬼谷温泉（1986年2月）-　作詞：畑中純／作曲／編曲：Johnny
- WALTHER
  - KICK AND RUSH（1986年）-　作詞：今村未仁／作曲：Johnny／編曲：上村イサオ
- 山瀬まみ
  - 自由にして（1986年12月5日）-　作詞：松本隆／作曲：浅沼正人／編曲：大谷和夫
  - リボンをほどいて（1986年12月5日）-　作詞：松本隆／作曲：浅沼正人／編曲：大谷和夫
  - 怪傑ぶんぶんガール（1987年4月21日）-　作詞：森雪之丞／作曲：浅沼正人／編曲：若草恵　
  - スーパー・マジック（1987年4月21日）-　作詞：三浦徳子／作曲：浅沼正人／編曲：船山基紀
  - 素直になれなくて（1987年12月5日）-　作詞：森雪之丞／作曲：浅沼正人／編曲：矢島賢
- 桃太郎
  - SHONAN FEELING（1987年4月）-　作詞：今村未仁／作曲：Johnny／編曲：上村イサオ
- 麻生真美子
  - 夜明けまで…（1987年9月1日）-　作詞：篠原仁志／作曲：浅沼正人／編曲：矢野立美
- 翔
  - YOKOHAMA（1994年1月21日）-　作詞：翔／作曲：Johnny／編曲：板倉雅一

## 出演（浅沼正人名義を含む）

### 映画
- 微熱少年（1987年）　-　カミナリ族のリーダー役

### 音楽番組・バラエティ
- ザ・ベストテン
- ザ・トップテン
- 夜のヒットスタジオ
- 天才・たけしの元気が出るテレビ!!　-　横浜グリース物語
- 速報!歌の大辞テン
- Melodix!(2002年1月15日、テレビ東京)
- 決定!日本のベスト30(2003年4月27日、テレビ朝日)
- ウチくる!?(2006年1月8日、フジテレビ）
- 2時っチャオ!(2007年10月19日、TBS）
- 解禁!(秘)ストーリー 〜知られざる真実〜(2010年12月7日、TBS）

### ラジオ
- セイ!ヤング21スペシャル(2002年1月19日、文化放送）
- YOKOHAMA MUSIC AWARD(2002年1月25日、ＦＭヨコハマ）